# Albrecht Höhler

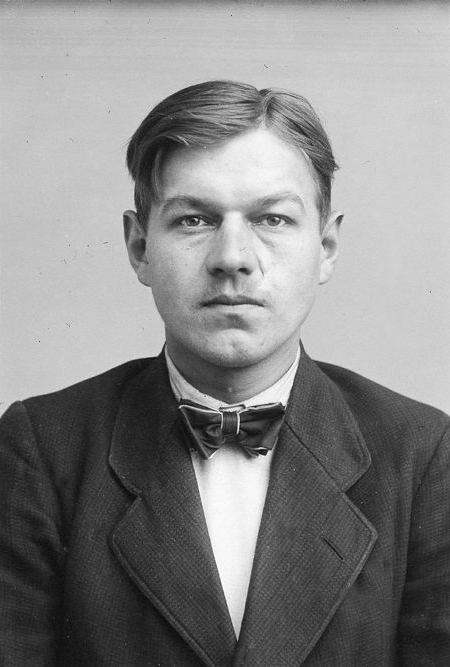
Albrecht Höhler

Albrecht Höhler także Ali Höhler (ur. 30 kwietnia 1898, zm. 20 września 1933 pod Berlinem) – członek paramilitarnej organizacji Komunistycznej Partii Niemiec (niem. Kommunistische Partei Deutschlands, KPD) Roter Frontkämpferbund (RFB), znany jako zabójca dowódcy SA Horsta Wessela.

## Zabójstwo Horsta Wessela
14 stycznia 1930 Albrecht Höhler zastrzelił SA-Sturmführera Horsta Wessela. Natychmiast po śmierci Wessela Joseph Goebbels, szef nazistowskiej propagandy, ogłosił Horsta Wessela męczennikiem za narodowy socjalizm. Wśród jego zasług podnoszono między innymi, że miał jakoby wyciągnąć swoją partnerkę Ernę Jänicken z prostytucji przez wciągnięcie jej do partii nazistowskiej. Komuniści z kolei przedstawiali Wessela jako sutenera. Wielokrotnie przedtem karany Albrecht Höhler i jego kompani zostali aresztowani wkrótce po napadzie. Obrony Höhlera podjął się Alfred Apfel. Höhler został skazany na 6 lat i miesiąc więzienia. Pozostali otrzymali kary w zawieszeniu. Karę odsiadywał w więzieniu w Wołowie. Po dojściu Hitlera do władzy został przeniesiony do placówki w Berlinie. Höhler wystąpił o powrót do Wołowa. Podczas transportu do więzienia został zastrzelony przez SA-mannów.